# ساکمارین
| سامانه   | ردیف       | اشکوب       | سن (میلیون سال پیش) |
| -------- | ---------- | ----------- | ------------------- |
| تریاس    | پیشین      | ایندوئن     | → پس از آن          |
| پرمین    | لوپینجین   | چانگسینگین  | ۲۵۲٫۲–۲۵۴٫۱         |
| پرمین    | لوپینجین   | ووچیاپینگین | ۲۵۴٫۱–۲۵۹٫۸         |
| پرمین    | گوادالوپین | کاپیتانین   | ۲۵۹٫۸–۲۶۵٫۱         |
| پرمین    | گوادالوپین | ووردین      | ۲۶۵٫۱–۲۶۸٫۸         |
| پرمین    | گوادالوپین | رودین       | ۲۶۸٫۸–۲۷۲٫۳         |
| پرمین    | سیسورالین  | کونگورین    | ۲۷۲٫۳–۲۸۳٫۵         |
| پرمین    | سیسورالین  | آرتینسکین   | ۲۸۳٫۵–۲۹۰٫۱         |
| پرمین    | سیسورالین  | ساکمارین    | ۲۹۰٫۱–۲۹۵٫۰         |
| پرمین    | سیسورالین  | آسلین       | ۲۹۵٫۰–۲۹۸٫۹         |
| کربونیفر | پنسیلوانین | گژلین       | → پیش از آن         |

ساکمارین (انگلیسی: Sakmarian) در مقیاس زمانی زمین‌شناسی، دومین اشکوب یا عصر از ردیف سیسورالین و دوره پرمین به‌شمار می‌رود. ساکمارین در ستون چینه‌شناسی پس از اشکوب آسلین و پیش از آرتینسکین جای می‌گیرد. اشکوب ساکمارین از حدود ۰٫۱۸ ± ۲۹۵ میلیون سال پیش آغاز شده و تا ۰٫۲۶ ± ۲۹۰٫۱ میلیون سال پیش ادامه یافت.

## نام‌گذاری
نام این اشکوب از رودخانه ساکمارا در رشته‌کوه اورال گرفته شده که شعبه‌ای از رود اورال به‌شمار می‌رود. این نام در سال ۱۸۷۴ توسط الکساندر کارپینسکی معرفی شد.